# Сен-Пьер-де-Майок
Сен-Пьер-де-Майо́к (фр. Saint-Pierre-de-Mailloc) — коммуна во Франции, находится в регионе Нижняя Нормандия. Департамент коммуны — Кальвадос. Входит в состав кантона Орбек. Округ коммуны — Лизьё.
Код INSEE коммуны — 14647.

## Население
Население коммуны на 2010 год составляло 496 человек.
| 1962 | 1968 | 1975 | 1982 | 1990 | 1999 | 2010 |
| ---- | ---- | ---- | ---- | ---- | ---- | ---- |
| 329  | 282  | 277  | 283  | 408  | 384  | 496  |

## Экономика
В 2010 году среди 314 человек трудоспособного возраста (15—64 лет) 222 были экономически активными, 92 — неактивными (показатель активности — 70,7 %, в 1999 году было 71,0 %). Из 222 активных жителей работали 211 человек (122 мужчины и 89 женщин), безработных было 11 (6 мужчин и 5 женщин). Среди 92 неактивных 20 человек были учениками или студентами, 36 — пенсионерами, 36 были неактивными по другим причинам.